# ВОГ-25

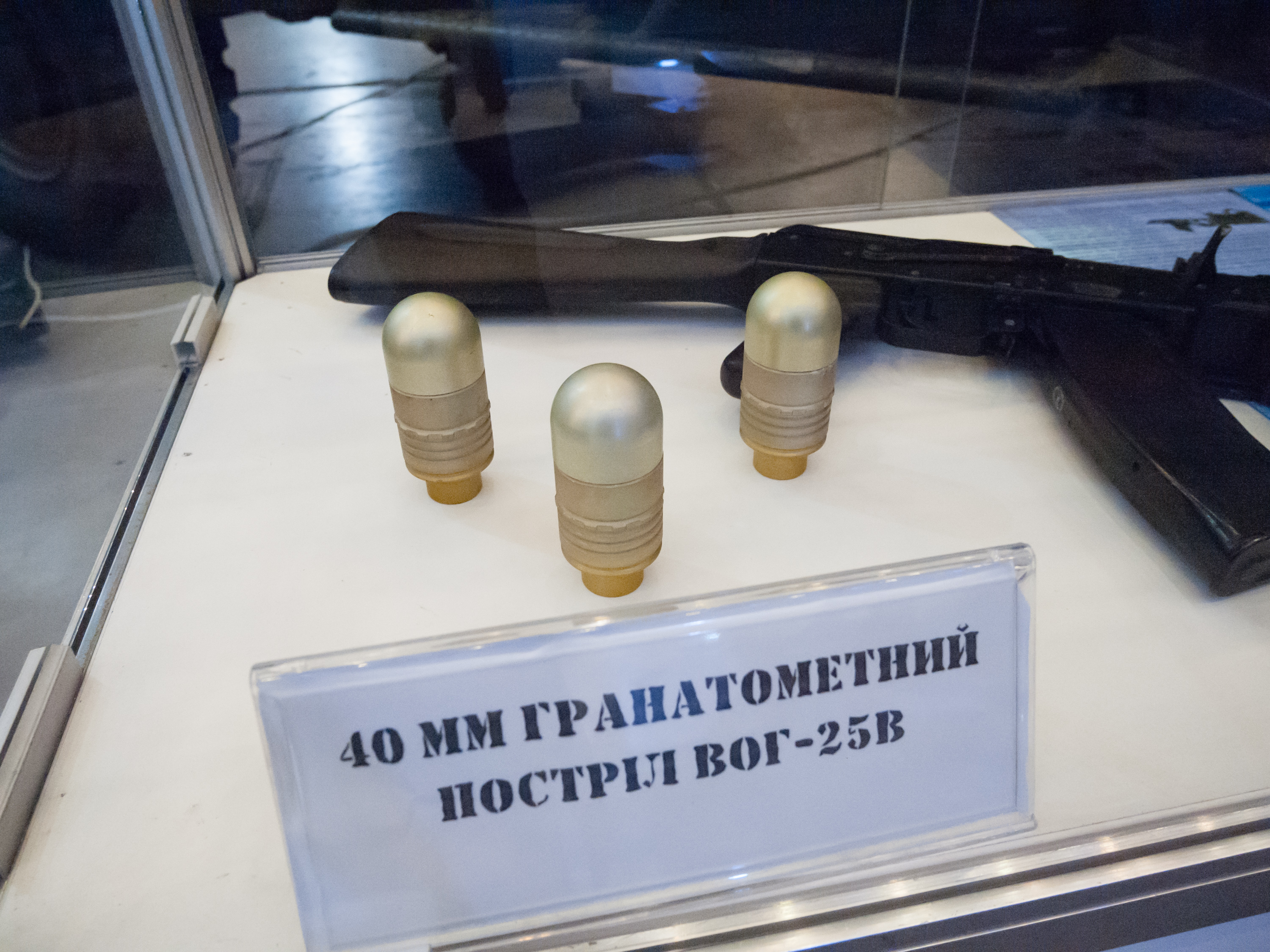
ВОГ-25В на виставці «Зброя та безпека—2017»

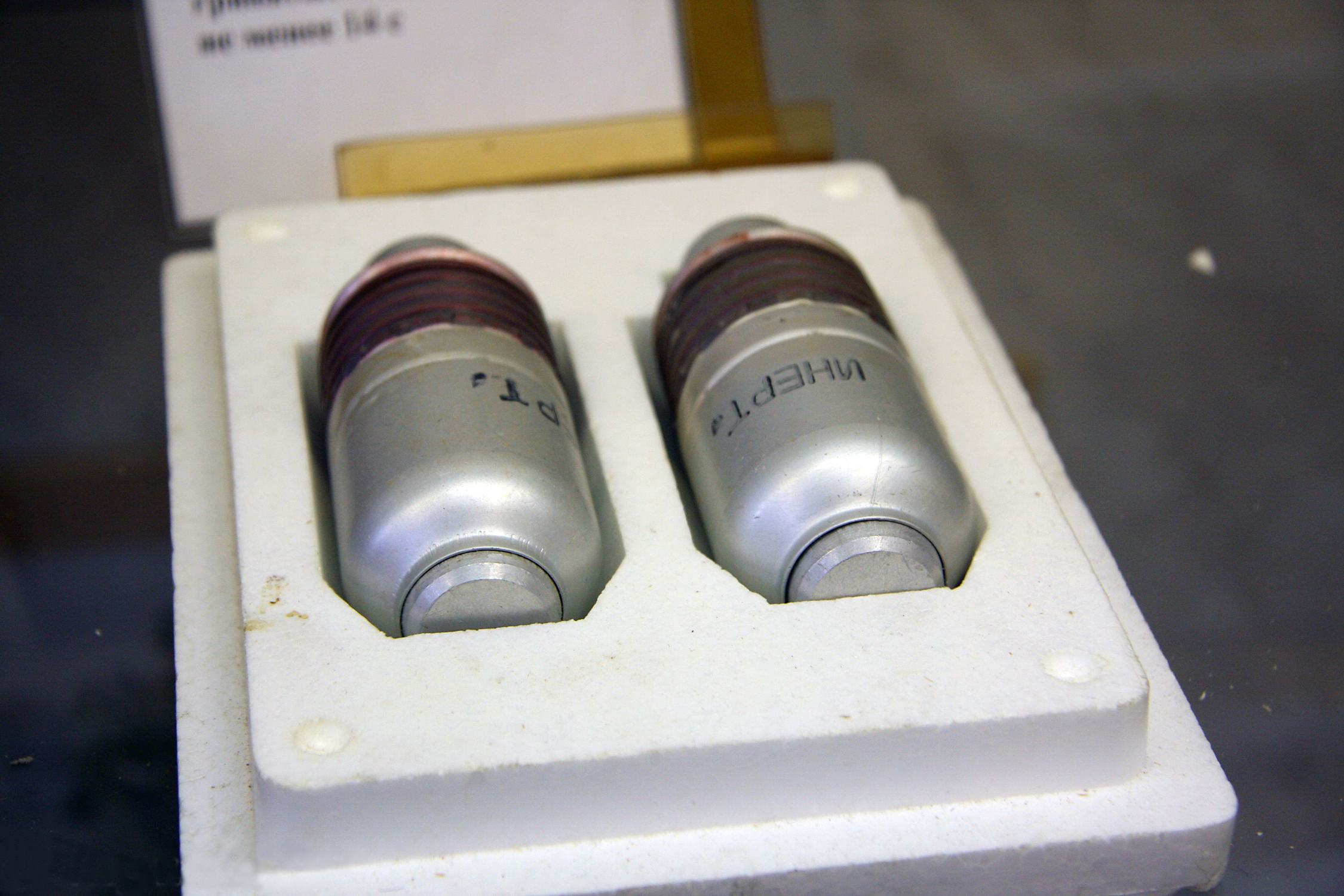

Постріл гранатометний ВОГ-25 (Індекс ГРАУ — 7 П17; абр. від рос. Выстрел Осколочный Гранатометный) — уламковий боєприпас калібру 40мм для підствольних гранатометів ГП-25 «Костьор», ГП-30 «Обувка», ГП-34 та для ручних гранатометів РГ-6, РГМ-40 «Кастет», що поєднує в собі гранату і метальний заряд у гільзі.

## Загальний опис
Граната дульнозарядна, тобто подається в ствол гранатомета через дуловий зріз. Зовні корпусу є готові нарізи, які надають гранаті обертальний рух (граната стабілізується в польоті за рахунок обертання) під час її руху по каналу ствола. Постріл виконаний за «безгільзовою» схемою, тобто метальний заряд разом із засобом займання розташовується в донній частині корпусу гранати. Така схема дозволила спростити конструкцію гранатомета, підвищити надійність і бойову скорострільність. Усередині корпусу (між зарядом ВР і корпусом) знаходиться сітка з картону. Вона служить для раціонального дроблення корпусу на осколки, що призводить до збільшення осколкової дії.
Підривник гранати ВМГ-К є головним, ударним, миттєвої та інерційної дії, напівзапобіжного типу з піротехнічним далеким зведенням і самоліквідатором. Не дозволяє використовувати гранату на малих дистанціях і в приміщеннях, оскільки зводиться після пострілу на дистанції 10-20 м від стрільця.

## Порівняння
Згідно даних російського ресурсу, в 1978 р. відбулися порівняльні випробування з американським аналогом, які показали перевагу радянської гранати. Гранатомет ГП-25 з пострілом ВОГ-25 порівнювали з 40-мм підствольним гранатометом M203 на гвинтівці М16А1 з пострілом М-406. Постріли порівнювалися стрільбою по місцевості, де розташовувалися лежачі мішені. Частота ураження мішеней на тактичному полі від розриву гранати ВОГ-25 у 3-4 рази вища.

## ТТХ
- Калібр 40 мм
- Тип зброї ГП-25, ГП-30, РГ-6
- Початкова швидкість гранати 76 м/с
- Вага гранати 255 г
- Вага ВР 48 г
- Довжина заряду 103 мм
- Час самоліквідації гранати не менше 14 с
- Вибухова речовина: A-IX-1 (95% гексоген, 5% флегматизатори)

## Модифікації

### ВОГ-25ІН
Практичний постріл з гранатою в інертному спорядженні.
Індекс ГРАУ — 7 П17І.

### ВОГ-25П
Постріл з «підстрибуючою» осколковою гранатою.
Індекс ГРАУ — 7 П24, шифр «Подкидыш».
Модернізована ВОГ-25 осколкова граната. При попаданні в перешкоду підскакує і вибухає у повітрі. Від цієї властивості прозвана «стрибаючою». «Стрибучість» забезпечують спеціальний заряд і піротехнічний сповільнювач. Ці деталі знаходяться в головному детонаторі.
Опис:
- Калібр: 40 мм
- Початкова швидкість: 76 м/с
- Маса: 275 г
- Маса ВР: 42 г
- Довжина: 125 мм
- Дистанція зведення: 10 — 40 м
- Час самоліквідації: не менше 14 с
- Середня висота розриву: 75 см